# Герцик Олександра Олексіївна
Олекса́ндра Олексі́ївна Ге́рцик (1892, Полтава — 1964, Полтава) — українська акторка.

## Життєпис
Народилась у сім'ї Олексія Костянтиновича та Віри Василівни Герцик, мала трьох сестер — Катерину, Віру та Ганну.
У 1906—1909 роках працювала в театрі Миколи Садовського (Київ).
У 1911—1918 роках була провідною акторкою Полтавського музично-драматичного гуртка, що діяв при міському просвітянському домі імені Миколи Гоголя. 1920 року Олександра Герцик одружилася зі співаком Іваном Козловським.
У 1930—1940-х роках жила в Москві. 1946 року повернулася до Полтави.
В останні роки життя Олександра Герцик дуже хворіла, перенесла ще одну важку операцію. 
Померла Олександра Герцик 15 жовтня 1964 року. Похована на Монастирському цвинтарі Полтавського Хрестоздвиженського монастиря.

## Ролі
- Софія, Харитина («Безталанна», «Наймичка» Івана Карпенка-Карого).
- Олена, Одарка («Глитай, або ж Павук», «Дай серцю волю — заведе в неволю» Марка Кропивницького).
- Орися («Лісова квітка» Любові Яновської).